# 特奥多尔·豪斯大桥
特奥多尔·豪斯大桥（德語：Theodor-Heuss-Brücke）也被称为北桥，是一座于杜塞尔多夫跨越莱茵河的斜拉橋，主跨为260米（850英尺），边跨为108米（354英尺），始建于1953年，至1957年完工。